# Sorbus schuwerkiorum
Sorbus schuwerkiorum är en rosväxtart som beskrevs av N.Mey.. Sorbus schuwerkiorum ingår i släktet oxlar, och familjen rosväxter. Inga underarter finns listade i Catalogue of Life.